# مدرسه اسلامیه (همدان)
مدرسه فخریه مظفری نام یکی از مدارس قدیم شهر همدان است.  این مدرسه توسط دو تن از بزرگان طایفه قراگوزلو در سال ۱۳۲۳ قمری در روستای شورین احداث شد. تأسیس‌کنندگان مدرسه، حسین قلی‌خان ضیاءالملک و زین‌العابدین حسام‌الملک بودند که هر دوی آن‌ها با تعلیم و تربیت نوین آشنایی داشتند. آن دو تن مشترکاً هزینه مدرسه فوق را که جزء مدارس ملی بود، تأمین می‌کردند.